# Rabrovska Reka
Rabrovska Reka (bulgariska: Рабровска Река) är ett vattendrag i Bulgarien.   Det ligger i regionen Vidin, i den nordvästra delen av landet, 160 km norr om huvudstaden Sofia.
Trakten runt Rabrovska Reka består till största delen av jordbruksmark. Runt Rabrovska Reka är det ganska tätbefolkat, med 139 invånare per kvadratkilometer.